# Left Behind II: Tribulation Force
Left Behind II: Tribulation Force (Verdrukkingscommando) is een thriller, drama en actie speelfilm gebaseerd op de boekenreeks Left Behind (Nederlands: De Laatste Bazuin), die geïnspireerd is door de eindtijd volgens de Bijbel.

## Verhaal
Een week nadat miljoenen mensen plotseling van de aardbodem verdwenen zijn, hetgeen verwijst naar de opname van de gemeente, zoekt een wanhopige achtergebleven wereld zijn toevlucht bij de president van de Verenigde Naties: de Roemeense Nicolae Carpathia (gespeeld door Gordon Currie). De achtergebleven christenen: Buck Williams (gespeeld door Kirk Cameron), Rayford Steele (gespeeld door Brad Johnson) en zijn dochter Chloe Steele (gespeeld door Janaya Stephens) raken er steeds meer van overtuigd dat Nicolae Carpathia de antichrist is en ze proberen vervolgens met een klein groepje mensen de wereld ervan te overtuigen dat Carpathia kwade bedoelingen heeft.